# Live-Ism
Live-Ism es el título de un video concierto del dúo sueco de música pop, Roxette, lanzado en formato de VHS y Laserdisc publicado en el mes de agosto de 1992. Cuenta con imágenes de un concierto dado en Sídney, New South Wales, Australia, el cual fue filmado el día 13 de diciembre de 1991, durante el "Join The Joyride! World Tour" 1991/92, así como escenas detrás de cámaras y el video musical de "How Do You Do!".

## Contenido
1. "Hotblooded"
2. "Dangerous"
3. "The Big L"
4. "Watercolours in the Rain"
5. "Church of Your Heart" (videoclip)
6. "Knockin' on Every Door"
7. "Things Will Never Be the Same"
8. "Dressed for Success"
9. "Soul Deep"
10. "The Look"
11. "It Must Have Been Love"
12. "(Do You Get) Excited?" (videoclip)
13. "Joyride"
14. "Perfect Day"
15. "How Do You Do!" (videoclip)